# Psychomotorische kindertherapie
Psychomotorische kindertherapie is een ervaringsgerichte vorm van hulpverlening voor kinderen en jongeren met psychosociale of psychische problemen. De therapie zich richt op beïnvloeding van het handelen, voelen en denken. Door middel van interventies gericht op de lichaamservaring en/of het handelen in bewegingssituaties sluit de psychomotorische kindertherapeut aan bij datgene wat je bij het kind van nature al aantreft: bewegen, muzikaliteit, creativiteit en spel. Al bewegend en spelend wordt het kind in staat gesteld te uiten wat het niet in woorden kan uitdrukken en kan het oefenen met nieuw gedrag.

## Visie
Het menselijk brein is het orgaan wat verantwoordelijk is voor het eigen gedrag. Wetenschappelijk onderzoek heeft aangetoond dat de leefomgeving en de ervaring die men daarin opdoet, van wezenlijk belang is voor het eigen gedrag. Ervaringen bepalen welk genetisch potentieel (dat wat in aanleg aanwezig is) tot uiting komt, doordat ervaringen bepalen welke verbindingen in de hersenen worden gelegd. Deze verbindingen vormen patronen die gedurende het hele leven blijven bestaan. Deze patronen worden als herinnering opgeslagen in het brein en bepalen hoe men reageert (het eigen gedrag) op iedere situatie in het leven.
Soms is het nodig om bepaalde reacties (gedrag) te veranderen, omdat de situaties, waar ze voor gebruikt zijn, niet meer hetzelfde zijn. Komt deze verandering er niet dan ontstaat er onbegrip over de manier waarop gereageerd wordt. Aanhoudend onbegrip leidt tot een neerwaartse spiraal van negatieve ervaringen.
Het gedrag is opgebouwd uit een aantal gedragscomponenten die elkaar onderling beïnvloeden. Deze gedragscomponenten zijn:
- biologisch
- sensorisch
- motorisch
- emotioneel
- sociaal
- cognitief

Deze verschillende gedragscomponenten zijn wel te onderscheiden maar nooit te scheiden. De gedragscomponenten van het kind worden beïnvloed door wat er genetisch, in aanleg bij het kind aanwezig is en door wat het kind meemaakt in zijn leven (in heden en verleden). Gegevens over de verschillende gedragscomponenten, de genetische aanleg en de invloeden van de omgeving (in heden en verleden) geven de therapeut inzicht in het ontstaan, de aard en de ernst van de gedragsproblematiek. In de therapie stemt de therapeut af op het ontwikkelingsniveau van het kind per gedragscomponent en speelt daarmee in op de behoeftes en gevoelens van het kind.

## Opleiding
De opleiding tot psychomotorisch kindertherapeut is een erkende driejarige post HBO opleiding en wordt verzorgd door de Stichting “Le Bon Départ”. Afgestudeerden kunnen werkzaam zijn in het (speciaal)onderwijs, binnen instellingen voor de gezondheidszorg, in de ambulante hulpverlening of in een vrijgevestigde praktijk. Deze opleiding wordt sinds 2023 niet meer aangeboden.

## Beroepsvereniging
In 1993 is de Nederlandse Vereniging voor Psychomotorische Kindertherapie "le bon Départ" (NVPMKT) opgericht.
De vereniging voert een kwaliteitsbeleid en stelt zich de bestudering en ontwikkeling van het vak en behartiging van de maatschappelijke belangen van leden ten doel.

## Registratie
De vereniging hanteert een registratiereglement met bindende verplichtingen voor haar leden, aangaande de kwaliteitsbewaking van de praktijk van de psychomotorische kindertherapie.
Geregistreerde therapeuten zijn gebonden aan de beroepscode.

## Instellingen
De therapeuten werken in diverse instellingen binnen de geestelijke gezondheidszorg, verstandelijk gehandicaptenzorg, forensische psychiatrie, psychogeriatrie, jeugdhulpverlening, kinder- en jeugdpsychiatrie, het speciaal onderwijs, en in de revalidatie. Daarnaast zijn er psychomotorisch kindertherapeuten die een eigen praktijk hebben.